# Bolita
Bolita (Tolypeutes) – rodzaj ssaków z podrodziny bolit (Tolypeutinae) w obrębie rodziny Chlamyphoridae.

## Rozmieszczenie geograficzne
Rodzaj obejmuje gatunki występujące w Ameryce Południowej.

## Morfologia
Długość ciała (bez ogona) 200–250 mm, długość ogona 50–70 mm, długość ucha 20–26 mm, długość tylnej stopy 39–55 mm; masa ciała 1–2 kg.

## Systematyka
Rodzaj zdefiniował w 1811 roku niemiecki zoolog Johann Karl Wilhelm Illiger w książce swojego autorstwa o tytule Wstępna systematyka ssaków i ptaków: z dodatkowymi terminami zoologicznymi obu klas oraz ich wersją niemiecką. Illiger wymienił dwa gatunki – Dasypus tricinctus Linnaeus, 1758 i Dasypus quadricinctus Linnaeus, 1758 (Dasypus tricinctus Linnaeus, 1758) – z których gatunkiem typowym jest (późniejsze oznaczenie) Dasypus tricinctus Linnaeus, 1758 (bolita brazylijska).

### Etymologia
- Tolypeutes (Tolypeutis, Tolypentes, Tolypuetes): gr. τολυπευω tolupeuō ‘owijać, zwijać’, od τολυπη tolupē ‘kłębek, gałka’[16].
- Matacus: południowoamerykańska nazwa Mataco dla bolity brazylijskiej[17].
- Apara: południowoamerykańska nazwa Apara dla bolity brazylijskiej[18]. Gatunek typowy (oznaczenie monotypowe): Dasypus tricinctus Linnaeus, 1758.
- Cheloniscus: gr. χελωνη khelōnē ‘żółw’; łac. przyrostek zdrabniający -iscus, od gr. przyrostka zdrabniającego -ισκος -iskos[19]. Gatunek typowy (oznaczenie monotypowe): Dasypus tricinctus Linnaeus, 1758.
- Sphaerocormus: gr. σφαιρος sphairos ‘piłka, glob’, od σφαιροω sphairoō ‘być kulistym’; κορμος kormos ‘pień, kłoda’[20]. Gatunek typowy (oznaczenie monotypowe): Tolypeutes conurus I. Geoffroy Saint-Hilaire, 1847 (= Loricatus matacus Desmarest, 1804).
- Tolypoides: gr. τολυπη tolupē ‘kłębek, gałka’; -οιδης -oidēs ‘przypominający’[21]. Gatunek typowy (oznaczenie monotypowe): Tolypoides bicinctus G. Grandidier & Neveu-Lemaire, 1905 (= Loricatus matacus Desmarest, 1804).

### Podział systematyczny
Do rodzaju należą następujące występujące współcześnie gatunki:
| Grafika | Gatunek               | Autor i rok opisu | Nazwa zwyczajowa   | Podgatunki         | Rozmieszczenie geograficzne | Podstawowe wymiary                   | Status IUCN |
| ------- | --------------------- | ----------------- | ------------------ | ------------------ | --- | ------------------------------------ | ----------- |
|         | Tolypeutes tricinctus | (Linnaeus, 1758)  | bolita brazylijska | gatunek monotypowy | endemit Brazylii: północno-wschodnia część od stanu Maranhão na wschód do stanu Rio Grande do Norte, na południe do skrajnie północno-wschodniej części stanu Goiás i skrajnie północno-zachodniej części stanu Minas Gerais | DC: 23–25 cm DO: 5–7 cm MC: 1–1,8 kg | VU          |
|         | Tolypeutes matacus    | (Desmarest, 1804) | bolita południowa  | gatunek monotypowy | wschodnia Boliwia, południowo-zachodnia Brazylia i Gran Chaco w Paragwaju oraz północnej i środkowej Argentynie; zakres wysokości: 0–800 m n.p.m.                                                                            | DC: 20–25 cm DO: 5–7 cm MC: 1–2 kg   | NT          |

Kategorie IUCN:  NT  – gatunek bliski zagrożenia,  VU  – gatunek narażony.